# Mearnsia (animal)
Mearnsia es un género de aves apodiformes de la familia Apodidae que incluye dos especies endémicas de Filipinas y Nueva Guinea.

## Especies
Se reconocen las siguientes especies:
- Mearnsia picina (Tweeddale, 1879) – vencejo filipino;
- Mearnsia novaeguineae (D’Albertis & Salvadori, 1879) – vencejo papú.